# Cyphacris
Cyphacris is een geslacht van rechtvleugeligen uit de familie veldsprinkhanen (Acrididae). De wetenschappelijke naam van dit geslacht is voor het eerst geldig gepubliceerd in 1889 door Gerstaecker.

## Soorten
Het geslacht Cyphacris omvat de volgende soorten:
- Cyphacris bimaculata Willemse, 1948
- Cyphacris decorata Gerstaecker, 1889
- Cyphacris picticornis Scudder, 1890